# جیانکارلو سنتی
جیانکارلو سنتی (انگلیسی: Giancarlo Centi؛ زادهٔ ۱۴ مهٔ ۱۹۵۹) بازیکن فوتبال اهل ایتالیا است.
از باشگاه‌هایی که در آن بازی کرده‌است می‌توان به باشگاه فوتبال اینتر میلان، باشگاه فوتبال آولینو، و باشگاه فوتبال کومو اشاره کرد.